# Cunizza hirlanda
Cunizza hirlanda (syn. Hesperocharis hirlanda) is een vlindersoort uit de familie van de Pieridae (witjes), onderfamilie Pierinae.
Cunizza hirlanda werd in 1790 beschreven door Stoll.